# Liam Vrolijk
Liam Vrolijk est un joueur d'échecs néerlandais né le 5 juillet 2002 à Capelle aan den IJssel.
Au 1er novembre 2023, il est le neuvième joueur néerlandais avec un classement Elo de 2 569 points.

## Palmarès
Grand maître international depuis 2022, Vrolijk a remporté l'open de Groningue en décembre 2019 avec 7,5 points sur 9. Il finit 1er-4e (deuxième au départage) de l'open de Roquetas de Mar en janvier 2022.
En juillet  2023, il finit quatrième de l'open de Benasque 2023 et deuxième au départage (1er-2e) (avec 8 points sur 10) de l'open Monteolivete d'Alboraia en Espagne
En novembre 2023, il est sélectionné dans l'équipe des Pays-Bas qui participe au championnat d'Europe d'échecs des nations à Budva.